# Grayslake
Grayslake es una villa ubicada en el condado de Lake en el estado estadounidense de Illinois. En el Censo de 2010 tenía una población de 20957 habitantes y una densidad poblacional de 803,05 personas por km².

## Geografía
Grayslake se encuentra ubicada en las coordenadas 42°20′30″N 88°1′40″O / 42.34167, -88.02778. Según la Oficina del Censo de los Estados Unidos, Grayslake tiene una superficie total de 26.1 km², de la cual 25.56 km² corresponden a tierra firme y (2.06%) 0.54 km² es agua.

## Demografía
Según el censo de 2010, había 20957 personas residiendo en Grayslake. La densidad de población era de 803,05 hab./km². De los 20957 habitantes, Grayslake estaba compuesto por el 83.73% blancos, el 3.3% eran afroamericanos, el 0.25% eran amerindios, el 6.75% eran asiáticos, el 0.02% eran isleños del Pacífico, el 3.42% eran de otras razas y el 2.52% pertenecían a dos o más razas. Del total de la población el 8.84% eran hispanos o latinos de cualquier raza.